# Хур (Фарс)
Хур, або Кхур, або Хвор, або Кхвор (перс. خور) — невелике місто на півдні Ірану, в провінції Фарс. Входить до складу шагрестану Ларестан.

## Географія і клімат
Місто знаходиться в південній частині Фарсу, в гірській місцевості південно-східного Загросу, на висоті 867 метрів над рівнем моря. Хур розташований на відстані близько 270 км на південний схід від Шираза, адміністративного центру провінції і на відстані 930 км на південний схід (SSE) від Тегерана, столиці країни. Клімат міста посушливий, з малою (близько 200 мм) кількістю опадів, що випадають протягом року. Середньорічна температура становить +23 °C.

## Населення
За даними перепису, на 2006 рік населення становило 6370 осіб; в національному складі переважають перси (носії діалекту хурі), в конфесійному — мусульмани-суніти.